# Joseph Dickson
Joseph Dickson (* April 1745 im Chester County, Province of Pennsylvania; † 14. April 1825 im Rutherford County, Tennessee) war ein US-amerikanischer Politiker. Zwischen 1799 und 1801 vertrat er den Bundesstaat North Carolina im US-Repräsentantenhaus.

## Werdegang
Joseph Dickson wuchs während der britischen Kolonialzeit auf. Noch in seiner Jugend kam er mit seinen Eltern in das Rowan County in North Carolina, wo er eine schulische Ausbildung erhielt. Später wurde er als Tabak- und Baumwollpflanzer tätig. Zu Beginn des Unabhängigkeitskrieges wurde er im Jahr 1775 Mitglied im Sicherheitsausschuss in seinem Heimatbezirk. In der Folge nahm er aktiv als Offizier der Kontinentalarmee am Kriegsgeschehen teil. In der regulären Armee wurde er Major, in der Staatsmiliz bekleidete er den Rang eines Brigadegenerals. Dickson war unter anderem an der Schlacht am Kings Mountain beteiligt.
Nach dem Krieg begann er eine politische Laufbahn. Im Jahr 1781 wurde er Gerichtsdiener am Bezirksgericht im Lincoln County. Zwischen 1788 und 1795 saß Dickson im Senat von North Carolina. Damals war er Mitglied der Gründungskommission der University of North Carolina in Chapel Hill. Dickson schloss sich der von Alexander Hamilton gegründeten Föderalistischen Partei an. Bei den Kongresswahlen des Jahres 1798 wurde er im ersten Wahlbezirk seines Staates in das US-Repräsentantenhaus gewählt, wo er am 4. März 1799 die Nachfolge von Joseph McDowell antrat. Bis zum 3. März 1801 konnte er eine Legislaturperiode im Kongress absolvieren. Während dieser Zeit wurde die neue Bundeshauptstadt Washington, D.C. bezogen.
Im Jahr 1803 zog Joseph Dickson in das spätere Rutherford County in Tennessee. Zwischen 1807 und 1811 war er Abgeordneter im Repräsentantenhaus von Tennessee; seit 1809 amtierte er als dessen Speaker. Er starb am 14. April 1825 und wurde auf seiner Plantage im Rutherford County beigesetzt.